# Ginnastica ai XVI Giochi panamericani
La ginnastica ai XVI Giochi panamericani ha avuto luogo al Complejo Nissan de Gimnasia di Guadalajara, in Messico, dal 16 al 29 ottobre 2011. Nel programma erano previste tre discipline diverse: ginnastica artistica (maschile e femminile), ginnastica ritmica (solo femminile) e trampolino elastico (maschile e femminile).

## Calendario
Tutti gli orari secondo il Central Standard Time (UTC-6).
| Giorno    | Data           | Inizio | Fine  | Evento                                                      | Fase       |
| --------- | -------------- | ------ | ----- | ----------------------------------------------------------- | ---------- |
| Giorno 2  | Sab 15 ottobre | 16:00  | 19:45 | Attrezzi ritmica donne                                      | Qualifiche |
| Giorno 2  | Sab 15 ottobre | 16:00  | 19:45 | Concorso individuale ritmica donne                          | Finali     |
| Giorno 3  | Dom 16 ottobre | 16:00  | 17:30 | Concorso a squadre ritmica donne                            | Finali     |
| Giorno 4  | Lun 17 ottobre | 17:00  | 19:45 | Ritmica individuale cerchio e palla donne                   | Finali     |
| Giorno 4  | Lun 17 ottobre | 19:00  | 19:45 | Ritmica a squadre 5 palle donne                             | Finali     |
| Giorno 5  | Mar 18 ottobre | 16:00  | 17:05 | Ritmica individuale clavette e nastro donne                 | Finali     |
| Giorno 5  | Mar 18 ottobre | 17:15  | 17:55 | Trampolino individuale uomini/donne                         | Finali     |
| Giorno 5  | Mar 18 ottobre | 18:00  | 18:20 | Ritmica a squadre 3 nastri + 2 cerchi donne                 | Finali     |
| Giorno 11 | Lun 24 ottobre | 13:00  | 19:00 | Attrezzi artistica donne                                    | Qualifiche |
| Giorno 11 | Lun 24 ottobre | 13:00  | 19:00 | Artistica concorso a squadre donne                          | Finali     |
| Giorno 12 | Mar 25 ottobre | 13:00  | 19:00 | Attrezzi artistica uomini                                   | Qualifiche |
| Giorno 12 | Mar 25 ottobre | 13:00  | 19:00 | Concorso a squadre artistica uomini                         | Finali     |
| Giorno 13 | Mer 26 ottobre | 13:00  | 15:15 | Concorso individuale artistica donne                        | Finali     |
| Giorno 13 | Mer 26 ottobre | 17:30  | 20:15 | Concorso individuale artistica uomini                       | Finali     |
| Giorno 14 | Gio 27 ottobre | 13:00  | 13:30 | Corpo libero individuale artistica uomini                   | Finali     |
| Giorno 14 | Gio 27 ottobre | 13:40  | 14:10 | Cavallo con maniglie individuale uomini/Volteggio donne     | Finali     |
| Giorno 14 | Gio 27 ottobre | 15:00  | 15:30 | Anelli individuale uomini/Parallele asimmetriche donne      | Finali     |
| Giorno 15 | Ven 28 ottobre | 13:00  | 13:30 | Volteggio individuale uomini/Trave d'equilibrio donne       | Finali     |
| Giorno 15 | Ven 28 ottobre | 14:10  | 14:40 | Parallele simmetriche individuale uomini/Corpo libero donne | Finali     |
| Giorno 15 | Ven 28 ottobre | 14:40  | 15:10 | Sbarra individuale uomini                                   | Finali     |

## Risultati

### Uomini
| Evento                | Oro | Argento                                                                                       | Bronzo                                                                                                 |
| Ginnastica artistica  | |                                                                                               | |
| Concorso individuale  | Josimar Calvo                                                                                             | Jorge Hugo Giraldo                                                                            | Tomás Sepúlveda                                                                                        |
| Concorso a squadre    | Brasile Francisco Barreto Petrix Barbosa Pericles da Silva Diego Hypólito Arthur Zanetti Sérgio Sasaki Jr | Porto Rico Rafael Morales Ángel Ramos Tommy Ramos Luis Rivera Alexander Rodríguez Luis Vargas | Stati Uniti Donothan Bailey Christopher Maestas Tyler Mizoguchi Sho Nakamori Paul Ruggeri Brandon Wynn |
| Corpo libero          | Diego Hypólito                                                                                            | Tomás González                                                                                | Alexander Rodríguez                                                                                    |
| Sbarra                | Paul Ruggeri                                                                                              | Jossimar Calvo                                                                                | Ángel Ramos                                                                                            |
| Parallele simmetriche | Daniel Corral                                                                                             | Jorge Hugo Giraldo Luis Vargas Paul Ruggeri                                                   | non assegnato                                                                                          |
| Cavallo con maniglie  | Daniel Corral                                                                                             | Jorge Hugo Giraldo                                                                            | Jorge Pena                                                                                             |
| Anelli                | Brandon Wynn                                                                                              | Arthur Zanetti                                                                                | Christopher Maestas                                                                                    |
| Volteggio             | Diego Hypólito                                                                                            | Tomás González                                                                                | Hugh Smith                                                                                             |
| Trampolino elastico   | |                                                                                               | |
| Individuale           | Keegan Soehn                                                                                              | Rafael Andrade                                                                                | José Alberto Vargas                                                                                    |

### Donne
| Evento                 | Oro                                                                                                   | Argento | Bronzo                                                                                                  |
| Ginnastica artistica   | | | |
| Concorso individuale   | Bridgette Caquatto                                                                                    | Ana Sofía Gómez                                                                                               | Kristina Vaculik                                                                                        |
| Concorso a squadre     | Stati Uniti Bridgette Caquatto Jessie DeZiel Brandie Jay Shawn Johnson Grace McLaughlin Bridget Sloan | Canada Kristina Vaculik Peng Peng Lee Coralie Leblond-Chartrand Mikaela Gerber Dominique Pegg Talia Chiarelli | Messico Elsa García Marisela Cantú Ana Lago Karla Salazar Yessenia Estrada Alexa Moreno                 |
| Trave d'equilibrio     | Ana Sofía Gómez                                                                                       | Kristina Vaculik                                                                                              | Daniele Hypólito                                                                                        |
| Corpo libero           | Ana Lago                                                                                              | Mikaela Gerber                                                                                                | Daniele Hypólito                                                                                        |
| Parallele asimmetriche | Bridgette Caquatto                                                                                    | Shawn Johnson                                                                                                 | Elsa García Marisela Cantú                                                                              |
| Volteggio              | Brandie Jay                                                                                           | Elsa García                                                                                                   | Catalina Escobar                                                                                        |
| Ginnastica ritmica     | | | |
| Concorso individuale   | Julie Zetlin                                                                                          | Cynthia Valdez                                                                                                | Angélica Kvieczynski                                                                                    |
| Palla                  | Julie Zetlin                                                                                          | Cynthia Valdez                                                                                                | Angélica Kvieczynski                                                                                    |
| Clavette               | Cynthia Valdez                                                                                        | Angélica Kvieczynski                                                                                          | Mariam Chamilova                                                                                        |
| Cerchio                | Cynthia Valdez                                                                                        | Julie Zetlin                                                                                                  | Angélica Kvieczynski                                                                                    |
| Nastro                 | Julie Zetlin                                                                                          | Cynthia Valdez                                                                                                | Ana Pini Carrasco                                                                                       |
| Concorso a squadre     | Brasile Dayane Amaral Debora Falda Luisa Matsuo Bianca Mendonça Eliane Sampaio Drielly Altoe          | Canada Katrina Cameron Rose Cossar Alexandra Landry Anastasiya Muntyanu Anjelika Reznik Kelsey Titmarsh       | Cuba Maydelis Delgado Zenia Fernández Lianet José Martha Pérez Yeney Renovales Legna Savon              |
| 5 palle                | Brasile Dayane Amaral Debora Falda Luisa Matsuo Bianca Mendonça Eliane Sampaio Drielly Altoe          | Stati Uniti Jessica Bogdanov Megan Frohlich Aimee Gupta Michelle Przybylo Sofya Roytburg Sydney Sachs         | Canada Katrina Cameron Rose Cossar Alexandra Landry Anastasiya Muntyanu Anjelika Reznik Kelsey Titmarsh |
| 3 nastri + 2 cerchi    | Brasile Dayane Amaral Debora Falda Luisa Matsuo Bianca Mendonça Eliane Sampaio Drielly Altoe          | Canada Katrina Cameron Rose Cossar Alexandra Landry Anastasiya Muntyanu Anjelika Reznik Kelsey Titmarsh       | Stati Uniti Jessica Bogdanov Megan Frohlich Aimee Gupta Michelle Przybylo Sofya Roytburg Sydney Sachs   |
| Trampolino             | | | |
| Individuale            | Rosannagh MacLennan                                                                                   | Dakota Earnest                                                                                                | Alaina Williams                                                                                         |

## Medagliere
| Posizione | Nazione     | Oro | Argento | Bronzo | Totale |
| --------- | ----------- | --- | ------- | ------ | ------ |
| 1         | Stati Uniti | 9   | 5       | 4      | 18     |
| 2         | Brasile     | 6   | 3       | 5      | 14     |
| 3         | Messico     | 5   | 4       | 4      | 13     |
| 4         | Canada      | 2   | 5       | 4      | 11     |
| 5         | Colombia    | 1   | 4       | 2      | 7      |
| 6         | Guatemala   | 1   | 1       | 0      | 2      |
| 7         | Porto Rico  | 0   | 2       | 2      | 4      |
| 8         | Cile        | 0   | 2       | 1      | 3      |
| 9         | Argentina   | 0   | 0       | 1      | 1      |
| 9         | Cuba        | 0   | 0       | 1      | 1      |
| Totale    | Totale      | 24  | 25      | 24     | 73     |